# Асано-гуми
Асано-гуми (яп. 浅野組) — преступная группировка в японской мафии якудза, базирующаяся в префектуре Окаяма. Асано-гуми насчитывает около 130 активных членов.

## История
Асано-гуми было образовано в 1945 году как организация бакуто (карточных игроков), названная Ояма-икка (яп. 大山一家 Ōyama-ikka) по имени её первого лидера Кунио Оямы. Группировка поменяла своё название на Асано-гуми после того как её возглавил Синъити Асано в апреле 1952 года взамен ушедшего на пенсию Оямы. В сентябре 1983 года главой Асано-гуми стал Ёсиаки Кусида, остававшийся на этом месте в течение 27 лет.

## Состояние
Асано-гуми базируется в городе Касаока в префектуре Окаяма с момента своего основания.
Асано-гуми конфликтовал с синдикатами якудза Ямагути-гуми и Кёдо-кай в конце XX века. В одном известном случае члены Асано-гуми стреляли и убили 2-х членов Ямагути-гуми в Курасики в 1987 году в отместку за более раннюю атаку якудза Ямагути с использованием разделочных ножей на членов Асано-гуми.
С 1996 года Асано-гуми является членом противостоящей Ямагути-гуми федерации Гося-кай с тремя другими группировками якудза из региона Тюгоку: Кёсэй-кай, Кёдо-кай и Года-икка, а также располагающаяся в регионе Сикоку клан Синва-кай.

## Оябуны
- 1-й (1952—1979): Синъити Асано
- 2-й (1979—1983): Ёсио Хита
- 3-й (1983—2010): Ёсиаки Кусида
- 4-й (2010—н. в.): Фумиясу Морита